# Comusia dispar
Comusia dispar är en skalbaggsart som beskrevs av Holzschuh 2005. Comusia dispar ingår i släktet Comusia och familjen långhorningar. Inga underarter finns listade i Catalogue of Life.